# Sergo Karapetyan
Sergo Karapetyan (arménien : Սերգո Կարապետյան), né le 6 août 1948 à Artachat et mort le 18 février 2021 à Erevan, est un homme politique arménien.

## Biographie
Il est ministre de l'Agriculture entre 2010 et 2016,.
Le 18 février 2021, Sergo Karapetyan meurt des complications de la COVID-19 au centre médical Nairi à Erevan lors de la pandémie de Covid-19 en Arménie,.